# Ludmilla Rosengren
Ludmilla Rosengren, född 1968 i Filipstad, är en svensk läkare, KBT-terapeut, föreläsare, simlärare och grundare av Svenska Babysimförbundet 1997. Hon driver i Uppsala sin egen simskola, Linnéas Simskola, sedan 1993. Ludmilla Rosengren är en av initiativtagarna till Suicide Zero (ordförande 2013–2016), en ideell organisation som arbetar för att minska självmorden radikalt i Sverige. Hon har sedan 2008 arbetat aktivt på många sätt för att sprida information om självmord, vilket hon uppmärksammades för på Mammagalan 2018 då hon fick ta emot "Stora mammapriset".
Ludmilla Rosengren har medverkat i media många gånger, bland annat som rättsläkaren i Störst av Allt, i Skavlan special 2015, SVT:s serie 30 liv i veckan 2017 och Sofias änglar 2018.      